# Думанский, Антон Владимирович
Анто́н Влади́мирович Дума́нский (укр. Антон Володимирович Думанський; 8 [20] июня 1880, Иваново-Вознесенск, Владимирская губерния — 14 мая 1967, Киев) — один из основоположников коллоидной химии в России, СССР, Украине. Профессор, член-корреспондент АН СССР (1933), академик АН УССР (1945).

## Биография
Родился 8 (20) июня 1880 года в Иваново-Вознесенске (ныне — Иваново, областной центр в России).
В 1898 году окончил реальное училище, в 1903 году — химическое отделение Киевского политехнического института (первый выпуск). Его дипломная работа «Коллоидальное серебро» была благосклонно принята присутствовавшим на защите Д. И. Менделеевым.
В 1904 организовал в Киеве первую в стране лабораторию коллоидной химии. В 1912 году первым в России начал преподавал коллоидную химию (в Киевском университете).
В 1913—1930 годы заведовал кафедрой неорганической химии Воронежского сельскохозяйственного института; в 1919—1927 годы — ректор института. На базе организованной им в институте научно-исследовательской коллоидно-химической лаборатории в 1932 году в Воронеже был создан первый в стране Государственный научно-исследовательский институт коллоидной химии. Преподавал также в Воронежском технологическом институте и в Воронежском университете (с 1933), где заведовал созданной им кафедрой коллоидной химии и был первым деканом химического факультета. Жил на улице Освобождения Труда, д. 7.
В 1940 году вступил в ВКП(б).
В годы Великой Отечественной войны заведовал кафедрой физической и коллоидной химии Казахского государственного университета.
В 1946—1960 годах — директор Института общей и неорганической химии АН УССР, одновременно руководил там же лабораторией коллоидной химии.
Был инициатором и организатором 1-й (Воронеж, 1934) и 2-й (Киев, 1950) Всесоюзных конференций по коллоидной химии. Организовал выпуск Коллоидного журнала (с 1935 года — в Воронеже, с 1946 — в Москве) и был его бессменным редактором, а также главным редактором Украинского химического журнала.
Избирался депутатом Воронежского городского (в 1935) и областного (в 1937) Советов депутатов трудящихся.
Похоронен в Киеве на Байковом кладбище.

## Научная деятельность
В 1933 году избран членом-корреспондентом АН СССР, в 1945 — академиком АН УССР.
Основные направления исследований:
- теплоты смачивания;
- диэлектрические свойства и лиофильность дисперсных систем;
- условия получения и устойчивости органозолей металлов;

Впервые (1907) применил ультрацентрифугирование для измерения величины коллоидных частиц; изучал с помощью калориметра взаимодействие дисперсной фазы с растворителем.
Разработал способы физико-химического анализа коллоидов с применением триангулярных диаграмм, методы определения связанной воды и общие принципы лиофилизации дисперсных систем.
Раскрыв значение водорастворимых коллоидов в хлебопечении, сахароварении, виноделии, в кондитерском, пивоваренном, дрожжевом и крахмало-паточном производствах, создал научное направление прикладной коллоидной химии в пищевой технологии.
Автор более 250 научных работ, в том числе монографий и учебников.
- Думанский А. В. Воднорастворимые коллоиды в продуктах пищевой промышленности и значение их в технологических процессах : (Весовой анализ воднорастворимых коллоидов). — М.: Пищепромиздат, 1943. — 44 с.
- Думанский А. В. Гидрофильность коллоидов и связанная вода : Доклад на совещании по лиофильным коллоидам Хим. группы Акад. наук СССР. 7-9.V.1937 // Известия Акад. наук СССР. Отд. мат. и естеств. наук. Серия химич. — 1937. — № 5. — С. 1165—1208.
- Думанский А. В. Дисперсность и коллоидное состояние вещества : [Пособие для хим. и хим.-технол. высш. школ]. — Харків ; Киів : Кокс i хемія, 1932. — 208 с.
- Думанский А. В. Значение воднорастворимых коллоидов в технологии пищевой промышленности и их определение. — М.; Л.: Пищепромиздат, 1941. — 29+3 с.
- Думанский А. В. Коагуляция коллоидального серебра : Сообщено в декабрьск. заседании Киевск. о-ва естествоиспытателей // Журн. Рус. физ.-хим. о-ва. — 1904. — Т. 36, Вып. 4.
- Думанский А. В. Коллоидная химия : Избр. тр / [Авт. вступ. ст. Р. Э. Нейман, Ф. Д. Овчаренко, с. 7-31]. — Воронеж : Изд-во Воронеж. ун-та, 1990. — 341+2 с. — (Классика университетской науки). — 800 экз. — ISBN 5-7455-0133-3
- Думанский А. В. Краткий исторический очерк развития отечественной коллоидной науки (1808—1942 гг.) // Коллоидный журн. — 1946. — Т. 8, вып. 1-2. — С. 5-8.
- Думанский А. В. Лиофильность дисперсных систем. — [Воронеж] : Воронеж. гос. ун-т, 1940. — 172 с.
  -  — [Изд. перераб.]. — Киев : Изд-во Акад. наук УССР, 1960. — 212 с.
- Думанский А. В. Методы определения дисперсности золей, эмульсий и суспензий. — Воронеж : Обл. ред.-изд. ком., 1928. — 71 с. — («Отт. из записок СХИ т. 11»)
- Думанский А. В. О коллоидальных растворах : Некоторые данные к познанию коллоид. растворов. — Воронеж : тип. С. И. Смирницкой, [1913?]. — 6+130 с.
  -  — Киев : тип. т-ва И. Н. Кушнерев и К °, 1913. — 6+146 с.
- Думанский А. В. Общая химия / Программа курса проф. А. В. Думанского. — Воронеж : изд-во «Коммуна», 1930. — 7 с. — (Материалы по пересмотру учебных планов и программ / Ворон. с.-х. ин-т. Лесной фак., Лесохоз. и Лесомелиоративное отд-ние)
- Думанский А. В. Развитие отечественной коллоидной химии. — Киев : Изд-во Акад. наук Укр. ССР, 1952. — 28 с. — (Серия «Академические чтения»)
- Думанский А. В. Успехи химии коллоидов. — Киев : тип. АО печ. и изд. дела Н. Т. Корчак-Новицкого, [1911]. — 10 с.
- Думанский А. В. Учение о коллоидах : Допущ. М-вом высш. образования СССР в качестве учеб. пособия для хим. высш. учеб. заведений. — 3-е изд. — М.; Л.: Госхимиздат, 1948. — 416 с.
- Думанский А. В. Учение о коллоидах : Дисперсность и коллоидное состояние вещества : Допущено Наркомпросом РСФСР в качестве учебника для ун-тов. — [3-е изд.]. — М.: Онти. Глав. ред. хим. лит-ры, 1935. — 383 с.
  -  — М.: ОНТИ. Глав. ред. хим. лит-ры, 1937. — 455 с.
- Думанский А. В. Физико-химический анализ коллоидных систем : Пептизация гидроокиси железа раствором хлорного железа // Журнал общей химии. — [1931]. — Т. 1, Вып. 10. — С. 1229—1244.
- Думанский А. В. Физическая и коллоидная химия / Программа курса проф. А. В. Думанского. — Воронеж : изд-во «Коммуна», 1930. — 5 с. — (Материалы по пересмотру учебных планов и программ / Воронеж. с.-х. ин-т. Лесной фак. Лесотехн. отд-ние)
- Думанский А. В., Гранская Т. А. Применение эффекта монометаллических электродов неравной поверхности при исследовании образования коллоидных систем // Журнал Русского физико-химического общества, ч. химич. — [1929]. — Т. 61, Вып. 9. — С. 1819—1831.
- Думанский А. В., Гранская Т. А., Новиков Н. В. Пены // Тр. / Центр. науч.-исслед. биохимич. ин-т пищевой и вкусовой промышленности Наркомснаба Союза ССР. — М.; Л., 1933. — Т. 3, Вып. 10 (27). — С. 361—389.
- Думанский А. В., Диканова А. А. Применение треугольной системы координат коллоидной химии: Сообщение 2. Фелингова жидкость // Журнал общей химии. — [1931]. — Т. 1, Вып. 1. — С. 165—171.
- Думанский А. В., Думанская А. П. Количественный метод определения в водных растворах коллоидного вещества : Доклад на совещании по лиофильным коллоидам Хим. группы Акад. наук СССР. 7-9.V.1937 // Тр. / Центр. науч.-исслед. биохимич. ин-т пищевой и вкусовой промышленности Наркомснаба Союза ССР. — М.; Л., 1933. — Т. 3, Вып. 10 (27). — С. 406—421.
- Думанский А. В., Ильинский Т. В. Парахор растворов поверхностно активных веществ и явление адсорбции : (II-ое сообщение) // Коллоидный журнал. — 1937. — Т. 3, В. 6. — С. 569—577.
- Думанский А. В., Кульман А. Г., Голосова О. Н. Связанная вода в гидрофильных коллоидных системах // Журнал прикладной химии. — [1934]. — Т. 7, № 4. — С. 585—591.
- Думанский А. В., Кульман А. Г., Голосова О. Н. Связанная вода в хлебопечении. — М.; Л.: Снабтехиздат, 1934. — 36 с. — (Всесоюзный научно-исследовательский институт хлебопекарной промышленности ; Вып. 9)
- Думанский А. В., Пучковский Б. С. Защитные свойства золей, полученных методом винной кислоты // Журнал Русского физико-химического общества, ч. химии. — [1930]. — Т. 62, Вып. 2. — С. 469—486.
- Думанский А. В., Симонова В. М. Метод треугольной системы координат в коллоидной химии: Сообщение 3. Пептизация гидроокиси железа щелочным раствором маннита // Журнал Русского физико-химического общества, ч. химии. — [1931]. — Т. 1, Вып. 2. — С. 209—218.
- Думанский А. В., Тарасов Б. К. Формула А. Ейнштейна η/η0=1+2,5φ и вязкость растворов таннина // Журн. Рус. хим. о-ва. — 1917. — Т. 49. — С. 186—192.
- Думанский А. В., Тяжелова Т. П. Применение физико-химического анализа к выяснению вопросов пептизации; II. Пептизация белков пшеничной муки // Журнал общей химии. — [1934]. — Т. 4, Вып. 7. — С. 951—957.
- Думанский А. В., Харин С. Е. Влияние коллоидов на процессы сахароварения. — Киев : Изд-во Акад. наук Укр. ССР, 1950. — 69 с.
- Думанский А. В., Чапек М. Об ультрапорозности почв // Почвоведение. — 1936. — № 1. — С. 47-51.
- Думанский А. В., Чешева З. П. Метод треугольной системы координат в коллоидной химии: Сообщение 4. Пептизация гидроокиси железа щелочным раствором виннокислого натрия // Журнал Русского физико-химического общества, ч. химии. — [1931]. — Т. 1, Вып. 2. — С. 325—329.
- Думанский А. В., Яковлев А. Г. Многоатомные оксисоединения при синтезе электроотрицательных гидрозолей: 5. Оксилоты // Журнал Русского физико-химического общества, ч. химич. — [1930]. — Т. 62, Вып. 7. — С. 1665—1670.

См также:
- Антон Владимирович Думанский : [Химик : Биобиблиография] / сост.: З. М. Ващенко; Вступ. статья акад. П. А. Ребиндера. — Киев : Изд-во Акад. наук УССР, 1955. — 48 с.
- Харин С. Е. Антон Владимирович Думанский : [Биобиблиография] : К 80-летию со дня рождения. — Воронеж : Изд-во Воронеж. ун-та, 1960. — 47 с.

## Награды
- Заслуженный деятель науки и техники Украинской ССР (1950)[5]
- Орден Трудового Красного Знамени (10 июня 1945)[5][8]
- Орден Ленина (5 ноября 1944) — за выдающиеся заслуги в деле подготовки специалистов для народного хозяйства и культурного строительства
- Премия имени Д. И. Менделеева (1930) — за исследования условий образования и осаждения коллоидных растворов[8]
- Орден Ленина
- Заслуженный деятель науки и техники Казахской ССР
- медаль «За доблестный труд в Великой Отечественной войне 1941—1945 гг.»[5]

## Память
Имя А. В. Думанского носят:
- одна из лабораторий кафедры высокомолекулярных соединений и коллоидов химического факультета Воронежского университета;
- Институт коллоидной химии и химии воды НАН Украины[9].

В Киеве на фасаде д. № 15 по ул. Челюскинцев, где в 1946—1967 годы жил А. В. Думанский, в 1973 году установлена мемориальная доска (гранит; архитектор И. П. Блажиевский).
В 1970 на могиле А. В. Думанского установлено надгробие работы П. Ф. Мовчуна.